# Arbeiterkolonie Baumhof

Arbeiterkolonie Baumhof

Die Arbeiterkolonie Baumhof (auch Dreilinden oder Lindenhof genannt) war eine frühe Arbeitersiedlung im Südviertel der Stadt Essen, die 1871 durch die Firma Krupp (ab 1903 Friedrich Krupp AG) für ihre Arbeiter errichtet worden war. 1890 wurde die Anzahl der Wohnungen durch einen zweiten Bauabschnitt mehr als verdoppelt.

## Vorgeschichte
Anfang der sechziger Jahre des 19. Jahrhunderts sah sich Alfred Krupp genötigt, für seine stetig steigende Zahl von Arbeitern seiner rasch expandierenden Gussstahlfabrik, hauptsächlich auf dem Gelände des heutigen Krupp-Gürtels, selbst Wohnraum zu schaffen. Eine sich zuspitzende Wohnungsnot in Essen resultierte aus Zuwanderungen von Arbeitskräften für die kruppsche Industrie, aber auch den aufstrebenden Bergbau in der Region. Daraufhin richtete Alfred Krupp ein firmeninternes Baubüro unter der Leitung des Regierungsbaumeisters Gustav Kraemer ein.
Der kruppsche Wohnungsbau begann mit der Errichtung zweier so genannter Meisterhäuser in den Jahren 1861/1862 und der Arbeiterkolonie Alt-Westend 1863. Nach dem Ende der Gründerzeit 1874, nach dem Bau der Kolonien Nordhof, Schederhof, Baumhof und schließlich Kronenberg, musste das Vorhaben aus finanziellen Gründen eingestellt werden. Erst um 1891 begannen unter Friedrich Alfred Krupp neue Aktivitäten des kruppschen Wohnungsbaus in neuem Maßstab mit den Siedlungen Alfredshof und Altenhof.

## Die Kolonie Baumhof
Die Arbeiterkolonie Baumhof war die erste kruppsche Arbeiterkolonie, die nicht direkt auf firmeneigenem Werksgelände oder angrenzend errichtet wurde, sondern in der Essener Südstadt östlich der Kettwiger Chaussee, die auf diesem Teilstück heute Rüttenscheider Straße heißt. Damals war das eine wenig bebaute, ländlich geprägte Gegend.
Wie bei den anderen damaligen kruppschen Wohnkolonien gab es auch im Baumhof eine Konsumanstalt, also ein Geschäft für Dinge des täglichen Bedarfs. Bis auf die von Anfang an vorhandene Feuerwache und eine nach 1890 eröffnete Industrieschule für schulpflichtige Kinder fehlten jedoch weitere Gemeinschaftseinrichtungen.

### Erster Bauabschnitt 1871
Auf dem 2,43 Hektar großen Gelände der Kolonie entstanden im ersten Bauabschnitt im Jahre 1871 innerhalb von sechs Monaten 72 Wohnungen. Abzweigend von der Kettwiger Chaussee lag parallel zwischen der Baumstraße und der Hohenzollernstraße die Straße Baumhof. Hier befanden sich drei zweigeschossige Achtfamilienhäuser, eingerahmt von Eingangsbauten. Vier Häuserreihen schlossen sich rechtwinklig daran an. Das Besondere an den inneren Bauten war, dass dort vier Wohnungen auf die vier Ecken des Hausgrundrisses verteilt wurden. Das bedeutete, dass sich außer den nicht beheizbaren Schlafräumen im Obergeschoss alle Zimmer, also Wohnzimmer, Toilette und Küche im Erdgeschoss befanden, wobei von der Küche eine Treppe nach oben führte. Außerhalb gehörten zu jeder Wohneinheit – erstmals im kruppschen Wohnungsbau – ein Nutzgarten, Kleintierställe und eine angebaute Vorratskammer.

### Erweiterung 1890
Erst 1890 wurde die Kolonie Baumhof im Osten in ähnlichem Stil um 82 Wohnungen auf insgesamt 154 Wohnungen erweitert. Die Erweiterung der Siedlung erfolgte, wie der Ursprung knapp zwanzig Jahre zuvor, unter der Leitung des Regierungsbaumeisters Gustav Kraemer, der schon seit 1863 Leiter des kruppschen Baubüros war. Dieser zweite Bauabschnitt der Kolonie Baumhof war Kraemers letztes Werk, ihm folgte Robert Schmohl, der den kruppschen Wohnungsbau mit neuen Zielsetzungen weiterführte, denn Friedrich Alfred Krupp hatte andere Vorstellungen als sein Vater Alfred.
Insgesamt gab es in der Kolonie nun 92 3-Raum-, 50 4-Raum- und 12 5-Raumwohnungen. Dabei wiesen die 3-Raumwohnungen 54,5 m² Wohnfläche auf. Alle Häuser waren mit einem Gewölbe voll unterkellert und boten Gemeinschaftsdachböden unter einem mit Ziegeln gedeckten Dach. Die Außenwände waren massiv gemauert und verfugt, die inneren Wände wurden aus Steinfachwerk errichtet.

## Heutiger Zustand
Von der ursprünglichen Arbeiterkolonie ist nichts sichtbares mehr erhalten. Der Baumhof als Stichstraße, parallel zwischen Hohenzollern- und Baumstraße, existiert nicht mehr. Auf der Fläche der ehemaligen Kolonie stehen heute moderne Bürogebäude diverser Firmen. Der heutige Essener Stadtteil Rüttenscheid ist innenstadtnah und im Gegensatz zur Entstehungszeit der Kolonie Baumhof heute sehr dicht besiedelt.